# Pierre François Étienne Bouvet de Maisonneuve
Pour les articles homonymes, voir Bouvet de Maisonneuve, Bouvet et Maisonneuve.
Pierre François Henry Étienne Bouvet de Maisonneuve, né le 28 novembre 1775 à Saint-Benoît et mort le 18 juin 1860 à Saint-Servan, où il fut inhumé au cimetière de la Vigne au Chapt. Il fut un marin français, contre-amiral à titre honoraire et député.

## Biographie

### Famille
La famille Bouvet de La Maisonneuve est une famille subsistante d'ancienne bourgeoisie bretonne, originaire de Roz-sur-Couesnon, dans l'actuel département d'Ille-et-Vilaine. L'auteur de la famille est Pierre Bouvet, sieur de La Maisonneuve, qui épouse vers 1707 Josseline Dudouet, fille de Jean Dudouet, sieur de La Maisonneuve. Le nom de La Maisonneuve sollicité par cette branche bourgeoise en 1879 est raccourci en nom de Maisonneuve.
Il est le fils du capitaine de vaisseau Pierre Bouvet de Maisonneuve.

### Une formation dans l'ombre de son père
Il commence sa carrière maritime en s'embarquant en 1786 comme volontaire sur un bâtiment commandé par son père, la flûte Nécessaire qui fait campagne pendant près de trois ans dans l'océan Indien. Il sert ensuite sur la corvette le Goéland (1791) puis sur le vaisseau le Tourville (1792). Aspirant, il suit de nouveau son père sur la frégate L'Aréthuse basée à Toulon et qui fait la campagne du contre-amiral Truguet en Méditerranée. L'Aréthuse endommagée par un abordage accidentel lors d'un grain sur les côtes de Corse doit faire travailler les pompes pendant le plus clair de la campagne. Il participe au bombardement de Cagliari qui se soldera par un échec en raison de la débandade des volontaires marseillais chargés de l'attaque à terre.
Lorsque la ville et le port de Toulon se livrent à l'escadre de l'amiral Hood (août/septembre 1793), les Anglais décident de renvoyer sur parole, sur quatre vaisseaux désarmés, les marins bretons qui refusent de suivre leurs homologues toulonnais. Pierre Bouvet de Maisonneuve est chargé de commander ainsi le vaisseau le Patriote à destination de Brest qu'il atteint le 28 octobre 1793. En toute injustice, à peine débarqués, l'équipage, l'état-major et le commandant sont emprisonnés. Le père et le fils ne retrouveront la liberté qu'en mars 1795. Le père meurt peu après, épuisé par les conditions de détention, mais le fils est réintégré dans son grade d'enseigne de vaisseau.

### Un corsaire malchanceux
Il sert alors successivement sur les frégates ou corvettes la Rassurante, la Foudroyante et la Bravoure, essentiellement en Manche. En novembre 1797, il est autorisé à s'embarquer comme lieutenant sur un corsaire, le Triton, qui est pris par la frégate anglaise Melpomène le 17 février 1798. Il est libéré sur parole mais ne fait l'objet d'un échange qu'en novembre 1799. Il peut alors prendre le commandement du corsaire le Furet mais est pris au bout de dix jours (26 décembre 1799). Lors du combat il est gravement blessé à la cuisse. Il est libéré deux mois plus tard.

### Campagne dans l'océan Indien
Il est promu lieutenant de vaisseau en mai 1801 et participe à la campagne vers la Guadeloupe sur le vaisseau le Redoutable. En 1803, sur la frégate l'Atalante, il participe à la division de l'amiral Linois qui rejoint l'océan Indien (1803). L'Aréthuse effectue plusieurs campagnes de course en compagnie de la Belle Poule, campagnes couronnée de succès : prise de plusieurs indiamen (Athia, Princess Royal, Heroism) et combat contre le vaisseau Centurion. En novembre 1805, la frégate s'échoue près du cap de Bonne-Espérance. Bouvet est chargé de porter l'information, un rapport et les dépêches à l'Île-de-France (île Maurice); il prend place sur un bâtiment américain qui est toutefois pris par la frégate HMS Pitt au moment d'atteindre Port-Louis. Libéré sur parole, il fait l'objet d'un échange début 1807.

### Un brillant capitaine de course
Il fait copier un navire indien, un patemar, armé d'un seul canon et avec un équipage de 40 hommes seulement, il repart pour une campagne de course. Croisant la route d'un paquebot de la Compagnie anglaise des Indes orientales, La Marguerite, il réussit à s'en emparer après une chasse et un combat de trois heures sur la côte de Malabar (23 janvier 1808). Recevant le commandement d'un brick nommé l'Entreprenant, qui vient d'être construit à Port-Louis, il fait une nouvelle campagne de course au cours de laquelle il fait plusieurs prises (la plus importante étant celle de l'Ovidor, navire de la Compagnie des Indes Hollandaises, chargé de plusieurs tonnes d'argent et d'or) et combat la corvette Benares et la goélette Wasp. En 1809, il est envoyé à Manille pour obtenir la libération de l'équipage de la Mouche n°6 injustement détenu par les autorités espagnoles. C'est un succès et il s'empare en route d'un transport portugais.

### Le vainqueur de la bataille du Grand Port
Promu capitaine de frégate, il reçoit le commandement de la frégate Minerve. Il combat seul trois indiamen près de Mayotte (3 juillet 1810) avant d'être rejoint par la frégate Bellone (capitaine Duperré) et le brick le Victor qui permettent la prise de deux des trois bâtiments. La division française grossie des deux indiamen (Ceylon et Windham) affrontent à leur retour à l'île de France quatre frégates anglaises (23 août 1810) lors de ce qui est appelé « bataille de Grand Port ». Duperré est blessé dès les premières heures du combat et c'est Bouvet qui commande la division pendant la plus grande partie de l'affrontement. La victoire est consommée par l'arrivée de la division de frégates aux ordres d'Hamelin le 26 août 1810. Bouvet est considéré comme le principal artisan de cette rare victoire navale française.
Cette victoire est cependant de courte durée puisque confronté à des forces terrestres anglaises écrasantes débarquées à la mi-septembre, le gouverneur Decaen doit capituler. Bouvet est fait prisonnier pour la cinquième fois de sa carrière.

### Le commandant del'Aréthuse
À son retour en France, sa brillante conduite lors de la bataille de Grand Port lui vaut une promotion comme capitaine de vaisseau. Il reçoit le commandement de la frégate la Clorinde (décembre 1811) puis de la frégate l'Aréthuse (octobre 1812). En division avec la frégate Rubis, l'Aréthuse effectue une campagne de course jusqu'au Cap-Vert et la côte de Guinée pendant laquelle elle effectue un certain nombre de prises anglaises (dont la corvette Daring), espagnoles ou portugaises. Essuyant un fort coup de vent près des îles de Los, l'Aréthuse brise son gouvernail et la Rubis est jetée à la côte et coule (l'équipage est sauvé). Mais aussitôt une frégate anglaise apparaît, l'Amelia (50 canons). Avec un gouvernail de fortune, l'Aréthuse fait face, le combat dure trois heures et demie (7 février 1813): l'Aréthuse a 20 morts et 88 blessés mais l'Amélia, gravement touchée, ayant 52 tués et 98 blessés dont tous ses officiers et son commandant, préfère rompre le combat pour éviter l'abordage et s'enfuit.
Dans les semaines qui suivent, outre les suites du combat, l'équipage de l'Aréthuse est en piteux état (épidémies et scorbut), d'autant que la frégate est surchargée par l'ancien équipage de la Rubis. Bouvet décide donc de retourner en France et atteint Saint-Malo le 19 avril 1813 après avoir effectué encore plusieurs prises en route. S'il est sur place considéré comme un héros, le ministre se limite à lui décerner la croix d'officier de la Légion d'honneur et de faire quelques chevaliers « à l'ancienneté » dans son état-major. Écœuré, il démissionna de son commandement.
On relève que Bouvet avait instauré à son bord, à l'étonnement de son équipage et de ses officiers, une pratique qu'il avait vue faire lorsqu'il était prisonnier sur des bâtiments de la Royal Navy : lors des branle-bas de combat, les hamacs dans lesquels sont roulés les effets des matelots (à l'exception de tout objet dangereux, métallique par exemple), sont accrochés sur les bastingages afin de protéger l'équipage sur le pont, non pas des boulets, mais des éclats de bois, première source des blessures, dégénérant souvent en gangrène, lors d'un combat. Cette pratique intelligente de la Royal Navy, en vigueur depuis très longtemps était ignorée des marins français. Le successeur de Bouvet au commandement de l'Aréthuse, Pierre-Marie Le Bozec, qui avait pu aussi en constater l'efficacité lors de l'une de ses captivités, en maintint le principe à l'étonnement de ses pairs.
Il ne reçoit plus de commandement à la fin de l'Empire ; en revanche, la première Restauration lui confie la frégate la Flore mais qui reste stationnaire à Brest jusqu'à la fin 1815. Il sert ensuite à terre mais est nommé capitaine de vaisseau de 1re classe le 16 février 1820 et prend sa retraite avec le grade et la pension de contre-amiral à titre honoraire en 1822.

### Une brève carrière politique
La carrière maritime de ce marin de talent a donc été interrompue à 39 ans malgré ses états de service incontestables.
Il se retira à Saint-Servan, aujourd'hui simple quartier de la commune de Saint-Malo.
- Il fut élu député d'Ille-et-Vilaine en octobre 1830 mais ne fut pas candidat aux nouvelles élections de juillet 1831.
- Il fut toutefois représentant de La Réunion au Conseil des Colonies (1833)

### Sa postérité
Il aura quinze enfants, dont trois infirmes et dix décédés en bas âge.

## Distinctions
- Légion d'honneur[14] : 
  - chevalier le 20 décembre 1810,
  - officier le 2 juillet 1813,
  - commandeur le 5 juillet 1820
  - grand officier le 26 avril 1831
- Chevalier de l'ordre de Saint-Louis le 5 juillet 1814

## Hommages
Cinq bâtiments de la Marine nationale française ont porté le nom de Bouvet :
- Un aviso de 2e classe (1863-1865)
- Un aviso de 1re classe (1872-1891)
- Un cuirassé (1892-1915)
- Un navire auxilaire des FNFL (1943-1944)
- Un escorteur d'escadre (1951-1982)

Son nom a été donné :
- Aux collège et lycée Amiral-Bouvet de Saint-Benoît de La Réunion, sa ville natale.
- À une rue de Saint-Denis de La Réunion
- A la grande place située face à l'hôtel de ville de Saint-Servan, Ille-et-Vilaine, où il se retira et dont il fut député.
- Au bassin sud du Port de Saint-Malo ('Bassin Bouvet'), qui borde la limite nord de Saint-Servan.
- à une rue du port de La Houle à Cancale, Ille-et-Vilaine.

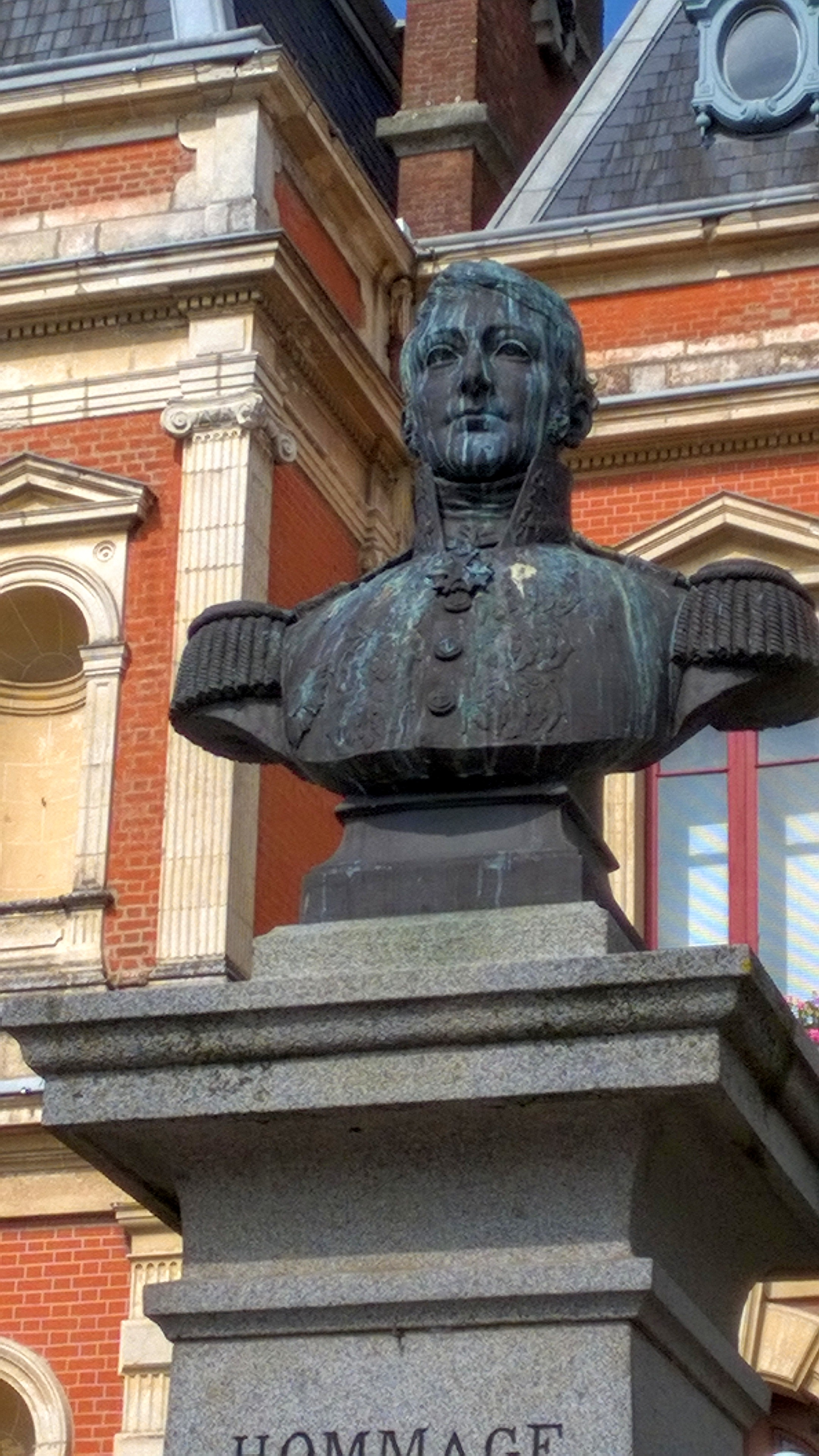
Statue de l'amiral Bouvet devant l'hotel de ville de Saint-Servan.

Une statue en bronze de l'amiral Bouvet a été érigée en 1900 devant l'ancien hôtel de ville de Saint-Servan.

### Sources
- « Pierre François Étienne Bouvet de Maisonneuve », dans Adolphe Robert et Gaston Cougny, Dictionnaire des parlementaires français, Edgar Bourloton, 1889-1891 [détail de l’édition].
- Eugène Fabre, Voyage et combats ; Une famille de marins : les Bouvet T.1; Le contre-amiral Bouvet T.2, Berger Levrault et Cie, Paris, 1885.
- Auguste Thomazi, Les marins de Napoléon, Tallandier, Paris, 1978  (ISBN 978-2847341379).
- Étienne Taillemite, « Bouvet de Maisonneuve » et amiral Dupont, « Bouvet (campagne du lieutenant de vaisseau Pierre) » in Dictionnaire Napoléon, collectif sous la direction de Jean Tulard, Librairie Arthème Fayard, Paris 1999  (ISBN 978-2213604855).
- Félix Charyau (chirurgien-major ), « Journal de la frégate l'Aréthuse (1812-1814) » in Amiral de Linois, La marine et les colonies sous le premier Empire, journaux et souvenirs, éditions Historiques Teissèdre, collection du bicentenaire de l'épopée impériale, 2000  (ISBN 978-2912259400).
- (en) William James, The naval History of Great Britain during the French Revolutionary an Napoelonic Wars, volume 5, re-publication récente par Conway Maritime Press, Londres, 2002  (ISBN 978-0811700252).
- Danielle & Bernard Quintin, Dictionnaire des capitaines de vaisseau de Napoléon, SPM-Lettrage, Collection : Kronos, 2010  (ISBN 978-2901952428).
- Gilbert Buti, Philippe Hrodej (dir.), Dictionnaire des corsaires et pirates, CNRS éditions, 2013.